# Metadata Object Description Schema
Le Metadata Object Description Schema (MODS) est un vocabulaire XML de description bibliographique  développé en 2002 par le Bureau des normes et du développement du réseau de la Bibliothèque du Congrès. MODS a été conçu comme un compromis entre la complexité du format MARC21 utilisé par les bibliothèques et l'extrême simplicité du jeu de métadonnées Dublin Core. La norme présente pour chaque élément sa correspondance pour ces deux vocabulaires Dublin Core et MARC21.

## Usages
MODS permet de structurer des données bibliographiques en XML dans le cadre de projets de catalogues bibliographiques ou portails documentaires, mais également dans des projets de numérisation car il contient des éléments permettant d'indiquer les données relatives à la description d'une version numérisée d'un document.
Parallèlement à ce modèle de description de données bibliographiques a été développé un modèle associé pour les données d'autorité : Metadata Authority Description Schema (MADS), également piloté par la Bibliothèque du Congrès.
MODS peut également être utilisé comme une extension de METS.

### Exemple
MODS s'articule autour de 20 éléments principaux. Plusieurs d'entre-eux sont similaires à Dublin Core mais permettent une description plus raffinée : titre, créateur, sujet, description, table des matières, éditeur, identifiant, date… La plupart des éléments sont divisés en sous-éléments, qui peuvent contenir plusieurs attributs. Un élément permet d'étendre MODS.
```
<mods:mods>

  
<mods:titleInfo>

  
<mods:title>
Dictation
 
from
 
Amelia
 
Hartman
 
Saunders
 
:
 
ms.,
 
Sacramento
 
:
 
1887
</mods:title>

  
</mods:titleInfo>

  
<mods:abstract>

    
From
 
miscellaneous
 
California
 
dictations,
 
statements
 
and
 
some
 
questionnaires
 
concerning
 
social
 
life,
 
customs,
 
economic
 
conditions,
 
recorded
 
and
 
prepared
 
for
 
H.H.
 
Bancroft
 
primarily
 
between
 
1887
 
and
 
1889.

  
</mods:abstract>

</mods:mods>

```